# 萨德市镇
萨德乡级市镇（烏克蘭語：Садівська сільська громада），是乌克兰东北部蘇梅州蘇梅區的乡级市镇，行政中心为萨德村。市镇面积为330.1平方公里，2018年人口数量为10,319人。该市镇成立于2020年6月12日。

## 居民点
该市镇包括1个镇（尼濟）和32个村庄。